# Zoya Agarwal

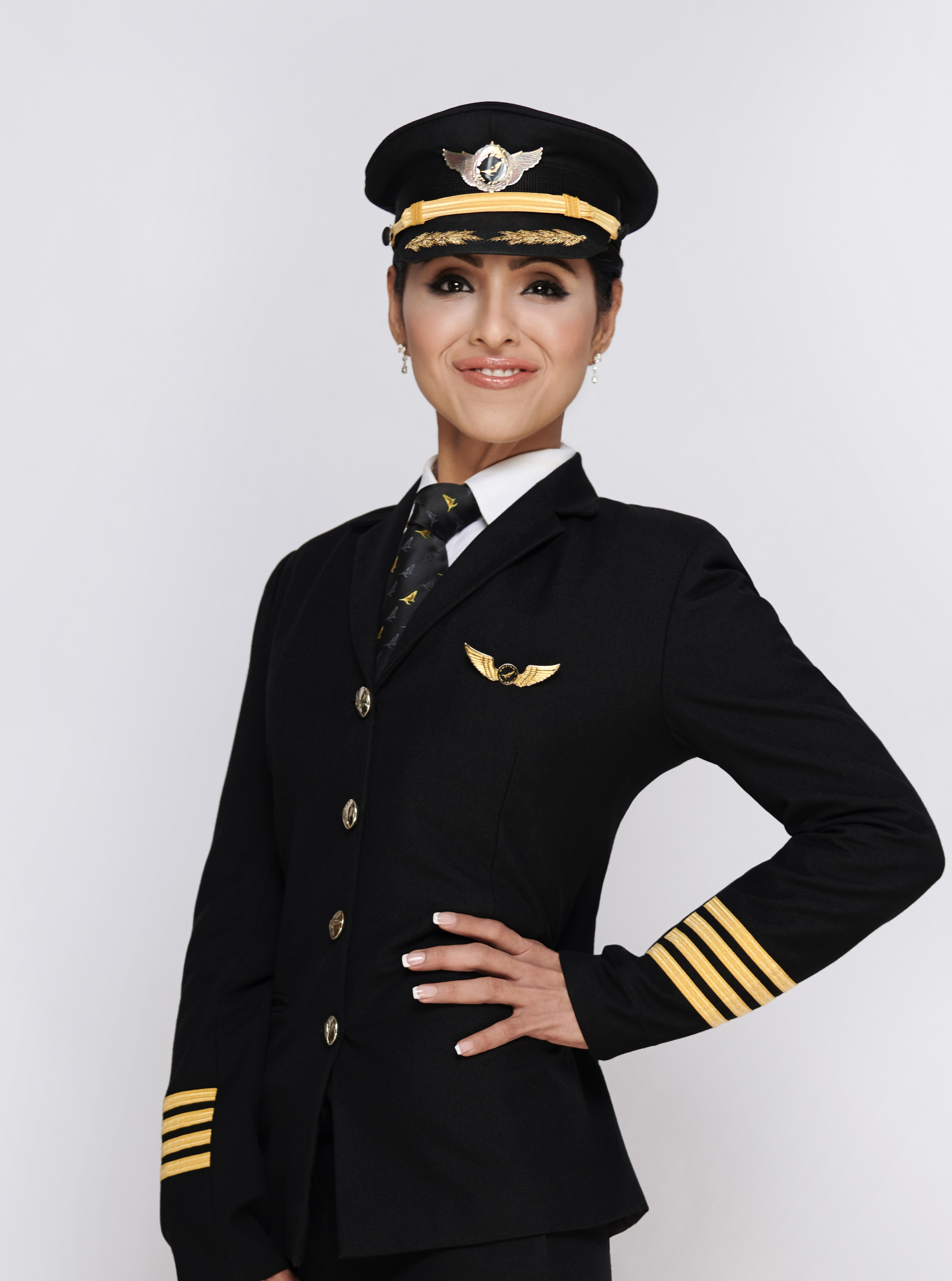
Zoya Agarwal

 Zoya Agarwal (* 1986 in Mumbai, Indien) ist eine indische Pilotin. Sie flog 2013 als jüngste Pilotin Indiens eine Boeing 777 und flog als erste indische Pilotin die längste Flugroute der Welt von San Francisco (SFO) nach Bengaluru über den Nordpol.

## Leben und Werk
Agarwal ist das einzige Kind einer Familie aus Delhi und studierte am St. Stephen’s College in Delhi, wo sie ihren Bachelor of Science erwarb. Sie besuchte den Bombay Flying Club und schloss 2007 ihre Pilotenausbildung ab. Nach dem Erwerb ihrer Berufspilotenlizenz begann sie bei einer privaten Fluggesellschaft in Indien zu arbeiten. 2013 wechselte sie als Co-Pilotin zu Air India, einer der größten Fluggesellschaften des Landes. Sie war dort 2013 die jüngste Pilotin Indiens, die eine Boeing 777 befehligte.
Agarwal erregte Aufmerksamkeit durch ihre Rolle bei der Rettung des Lebens eines Passagiers auf einem Flug von Delhi nach New York im Jahr 2015. Nachdem ein Passagier über Atemnot klagte, beschloss sie, umzukehren und landete am Indira Gandhi International Airport in Delhi, wo der Passagier in ein nahegelegenes Krankenhaus gebracht wurde.
Als Vorsichtsmaßnahme während der COVID-19-Pandemie initiierte die indische Regierung im Mai 2020 die Vande-Bharat-Mission, um rund 14.800 Inder aus zwölf Ländern auf 64 Air-India-Flügen zu evakuieren. Agarwal wurde von der Fluggesellschaft als Co-Pilotin des ersten Rückführungsfluges ausgewählt.
Im Jahr 2021 führte Agarwal als Kapitänin einer rein weiblichen Besatzung den Erstflug von San Francisco nach Bengaluru durch, eine der längsten Nonstop-Flugrouten der Welt. Es war das erste Mal, dass ein reines Pilotinnenteam den Nordpol überflog. In diesem Jahr wurde Agarwal von den Vereinten Nationen zur Sprecherin für Geschlechtergleichheit ernannt.
Mit den Copiloten R. Someshwar, Sandeep Mukhedkar und Abhay Agarwal steuerte Agarwal das erste Boeing 777-Flugzeug von Air India über das Hindukusch-Gebirge. Die Route verkürzte die Flugzeit einer der Nonstop-Strecken Delhis nach Nordamerika im Vergleich zu einer Route, die seit der Sperrung des afghanischen Luftraums für Nichtverteidigungsflugzeuge im August in Anspruch genommen wurde.
Agarwal ist verheiratet und hat einen Sohn.
Agarwal erhielt ein Feldberg-Stipendium der Ivy League und strebt einen MBA-Abschluss an der Columbia Business School an.

## Ehrungen
Im August 2022 wurde Agarwal in das Louis A. Luftfahrtmuseum Turpen am San Francisco International Airport (SFO) aufgenommen.